# Saulius Šaltenis
Saulius Šaltenis (* 24. Dezember 1945 in Utena, Litauische SSR) ist ein litauischer Dramaturg, Publizist,  Prosaist und ehemaliger Politiker.

## Leben
Von 1963 bis 1964 studierte er Philologie an der Vilniaus universitetas.
1989 gründete er mit Arvydas Juozaitis und Saulius Stoma die Wochenschrift „Šiaurės Atėnai“ und war von 1990 bis 1994 Redakteur. Von 1994 bis 1996 war er Chefredakteur der Tageszeitung „Lietuvos aidas“, von 1990 bis 1992, von 1992 bis 1996 und von 1996 bis 2000 war er Mitglied des Seimas und von 1996 bis 1999  Kulturminister Litauens.

## Werke
- Kalės vaikai: Roman. – Vilnius: Vaga, 1990. – 194 p.
- Atostogos: apsakymai. – Vilnius: Vaga, 1966.
- Riešutų duona; Henrikas Montė: apysakos. – Vilnius: Vaga, 1972.
- Duokiškis: apysaka. – Vilnius: Vaga, 1977.
- Škac, mirtie, škac!; Jasonas: pjesės. – Vilnius: Vaga, 1978.
- Atminimo cukrus: Kurzgeschichten und Powest. – Vilnius: Vaga, 1983.
- Apysakos. – Vilnius: Vaga, 1986.
- Lituanica; Duokiškio baladės: pjesės. – Vilnius: Vaga, 1989.
- Kalės vaikai (Roman). – Vilnius: Vaga, 1990.
- Pokalbiai prieš aušrą: Publizistik. – Vilnius: Lietuvos aidas, 1995.
- Riešutų duona: Poweste und Kurzgeschichten. – Kaunas: Šviesa, 2003.